# Independent Spirit Awards 2018

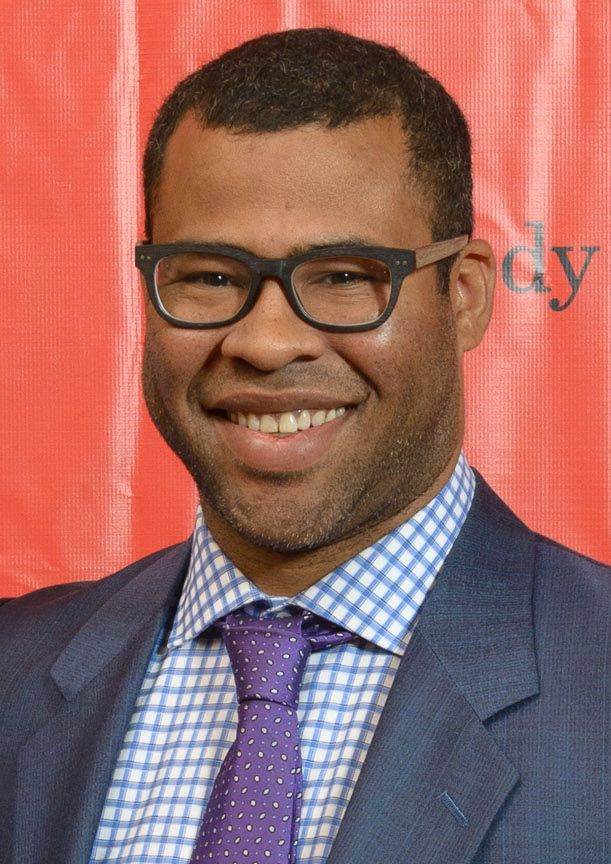
Jordan Peele, Regisseur des preisgekrönten Films Get Out

Die 33. Verleihung der Independent Spirit Awards fand am 3. März 2018 am Strand von Santa Monica, Kalifornien, statt. Die Mitglieder der Non-Profit-Organisation Film Independent zeichneten dabei die aus ihrer Sicht besten Independent-Filme des Kinojahres 2017 aus.
Die Nominierungen waren am 21. November 2017 von den Schauspielerinnen Lily Collins und Tessa Thompson bekanntgegeben worden. Am häufigsten nominiert wurde der Spielfilm Call Me by Your Name von Luca Guadagnino, der Preischancen in sechs Kategorien hatte, gefolgt von Jordan Peeles Get Out und Benny und Josh Safdies Good Time (je fünf Nominierungen). Als bester Film des Jahres wurde Get Out ausgezeichnet, der außerdem den Regiepreis erhielt. Auf ebenfalls zwei Auszeichnungen kamen neben Call Me by Your Name die Filmbiografie I, Tonya und Three Billboards Outside Ebbing, Missouri. Bei den vier zurückliegenden Verleihungen der Independent Spirit Awards (2014–2017) stimmte der Preisträger in der Kategorie „Bester Film“ mit dem späteren Oscar-Gewinner in derselben Kategorie überein. Insgesamt wurden 44 Filmproduktionen für eine Auszeichnung nominiert.
Die Preisverleihung wurde von dem US-amerikanischen Fernsehsender IFC ausgestrahlt sowie über den Video-on-Demand-Dienst Facebook Watch übertragen. Als Moderatoren wurden Nick Kroll und John Mulaney ausgewählt, die bereits im Jahr zuvor die Aufgabe übernommen hatten.
| Film                                      | N | A |
| ----------------------------------------- | - | - |
| Call Me by Your Name                      | 6 | 2 |
| Get Out                                   | 5 | 2 |
| Good Time                                 | 5 | 0 |
| Lady Bird                                 | 4 | 1 |
| The Rider                                 | 4 | 0 |
| I, Tonya                                  | 3 | 2 |
| Three Billboards Outside Ebbing, Missouri | 3 | 2 |
| Columbus                                  | 3 | 0 |
| The Big Sick                              | 2 | 1 |
| Ingrid Goes West                          | 2 | 1 |
| Life & Nothing More                       | 2 | 1 |
| Quest                                     | 2 | 1 |
| Beach Rats                                | 2 | 0 |
| Beatriz at Dinner                         | 2 | 0 |
| Dayveon                                   | 2 | 0 |
| The Florida Project                       | 2 | 0 |
| The Killing of a Sacred Deer              | 2 | 0 |
| Oh Lucy!                                  | 2 | 0 |

## Preisträger und Nominierte

### Bester Film
Get Out – Produktion: Jason Blum, Edward H. Hamm Jr., Sean McKittrick, Jordan Peele
- Call Me by Your Name – Produktion: Peter Spears, Luca Guadagnino, Emilie Georges, Rodrigo Teixeira, Marco Morabito, James Ivory, Howard Rosenman
- The Florida Project – Produktion: Sean Baker, Chris Bergoch, Kevin Chinoy, Andrew Duncan, Alex Saks, Francesca Silvestri, Shih-Ching Tsou
- Lady Bird – Produktion: Eli Bush, Evelyn O’Neill, Scott Rudin
- The Rider – Produktion: Mollye Asher, Bert Hamelinck, Sacha Ben Harroche, Chloé Zhao

### Bester Debütfilm
Ingrid Goes West – Regie: Matt Spicer, Produktion: Jared Ian Goldman, Adam Mirels, Robert Mirels, Aubrey Plaza, Tim White, Trevor White
- Columbus – Regie: Kogonada, Produktion: Danielle Renfrew Behrens, Aaron Boyd, Giulia Caruso, Ki Jin Kim, Andrew Miano, Chris Weitz
- Menashe – Regie/Produktion: Joshua Z. Weinstein, Produktion: Yoni Brook, Traci Carlson, Daniel Finkelman, Alex Lipschultz
- Oh Lucy! – Regie/Produktion: Atsuko Hirayanagi, Produktion: Jessica Elbaum, Yukie Kito, Han West
- Patti Cake$ – Queen of Rap (Patti Cake$) – Regie: Geremy Jasper, Produktion: Christ Columbus, Michael Gottwald, Dan Janvey, Daniela Taplin Lundberg, Noah Stahl, Rodrigo Teixeira

### Beste Regie
Jordan Peele – Get Out
- Sean Baker – The Florida Project
- Jonas Carpignano – Pio (A Ciambra)
- Luca Guadagnino – Call Me by Your Name
- Benny Safdie und Josh Safdie – Good Time
- Chloé Zhao – The Rider

### Bestes Drehbuch
Greta Gerwig – Lady Bird
- Azazel Jacobs – The Lovers
- Martin McDonagh – Three Billboards Outside Ebbing, Missouri
- Jordan Peele – Get Out
- Mike White – Beatriz at Dinner

### Bestes Drehbuchdebüt
Emily V. Gordon und Kumail Nanjiani – The Big Sick
- Kris Avedisian, Kyle Espeleta und Jesse Wakeman – Donald Cried
- Ingrid Jungermann – Women Who Kill
- Kogonada – Columbus
- David Branson Smith und Matt Spicer – Ingrid Goes West

### Bester Hauptdarsteller
Timothée Chalamet – Call Me by Your Name
- Harris Dickinson – Beach Rats
- James Franco – The Disaster Artist
- Daniel Kaluuya – Get Out
- Robert Pattinson – Good Time

### Beste Hauptdarstellerin
Frances McDormand – Three Billboards Outside Ebbing, Missouri
- Salma Hayek – Beatriz at Dinner
- Margot Robbie – I, Tonya
- Saoirse Ronan – Lady Bird
- Shinobu Terajima – Oh Lucy!
- Regina Williams – Life & Nothing More

### Bester Nebendarsteller
Sam Rockwell – Three Billboards Outside Ebbing, Missouri
- Nnamdi Asomugha – Crown Heights
- Armie Hammer – Call Me by Your Name
- Barry Keoghan – The Killing of a Sacred Deer
- Benny Safdie – Good Time

### Beste Nebendarstellerin
Allison Janney – I, Tonya
- Holly Hunter – The Big Sick
- Laurie Metcalf – Lady Bird
- Lois Smith – Marjorie Prime
- Taliah Webster – Good Time

### Bester Dokumentarfilm
Augenblicke: Gesichter einer Reise (Visages, villages) – Regie: Agnès Varda, JR, Produktion: Rosalie Varda
- The Departure – Regie/Produktion: Lana Wilson
- Last Men in Aleppo – Regie: Feras Fayyad, Produktion: Kareem Abeed, Søren Steen Jespersen, Stefan Kloos
- Motherland – Regie/Produktion: Ramona S. Diaz, Produktion: Rey Cuerdo
- Quest – Regie: Jonathan Olshefski, Produktion: Sabrina Schmidt Gordon

### Bester internationaler Film
Eine fantastische Frau (Una mujer fantástica), Chile – Regie: Sebastián Lelio
- 120 BPM (120 battements par minute), Frankreich – Regie: Robin Campillo
- I Am Not a Witch, Sambia – Regie: Rungano Nyoni
- Lady Macbeth, Vereinigtes Königreich – Regie: William Oldroyd
- Loveless (Нелюбовь), Russland – Regie: Andrei Swjaginzew

### Bester Schnitt
Tatiana S. Riegel – I, Tonya
- Ronald Bronstein und Benny Safdie – Good Times
- Walter Fasano – Call Me by Your Name
- Alex O’Flinn – The Rider
- Gregory Plotkin – Get Out

### Beste Kamera
Sayombhu Mukdeeprom – Call Me by Your Name
- Thimios Bakatakis – The Killing of a Sacred Deer
- Elisha Christian – Columbus
- Hélène Louvart – Beach Rats
- Joshua James Richards – The Rider

## Sonder- und Förderpreise

### John Cassavetes Award
Nach John Cassavetes benannter Preis für den besten Independentfilm mit Produktionskosten unter 500.000 US-Dollar.
Life & Nothing More – Drehbuch/Regie: Antonio Méndez Esparza, Produktion: Amadeo Hernández Bueno, Alvaro Portanet Hernández, Pedro Hernández Santos
- Dayveon – Drehbuch/Regie: Amman Abbasi, Drehbuch: Steven Reneau, Produktion: Lachion Buckingham, Alexander Uhlmann
- A Ghost Story – Drehbuch/Regie: David Lowery, Produktion: Adam Donaghey, Toby Halbrooks, James M. Johnston
- Most Beautiful Island – Drehbuch/Regie/Produktion: Ana Asensio, Produktion: Larry Fessenden, Noah Greenberg, Chadd Harbold, Jenn Wexler
- The Transfiguration – Drehbuch/Regie: Michael O’Shea, Produktion: Susan Leber

### Robert Altman Award – Bestes Ensemble
Auszeichnung für Regie, Casting-Regie und Schauspielensemble eines Films.
Mudbound – Regie: Dee Rees, Casting-Regie: Billy Hopkins, Ashley Ingram, Schauspielensemble: Jonathan Banks, Mary J. Blige, Jason Clarke, Garrett Hedlund, Jason Mitchell, Rob Morgan, Carey Mulligan

### The Bonnie Award
Von American Airlines gesponserte, mit 50.000 US-Dollar dotierte Auszeichnung für Filmregisseurinnen, benannt nach Bonnie Tiburzi Caputo, der ersten weiblichen Pilotin bei einer großen US-amerikanischen Fluggesellschaft.
Chloé Zhao
- So Yong Kim
- Lynn Shelton

### Jeep Truer Than Fiction Award
Von der Marke Jeep gesponserte, mit 25.000 US-Dollar dotierte Auszeichnung für junge Dokumentarfilmer.
Jonathan Olshefski, Regisseur – Quest
- Shevaun Mizrahi, Regisseur – Distant Constellation
- Jeff Unay, Regisseur – The Cage Fighter

### Kiehl’s Someone to Watch Award
Von Kiehl’s gesponserte, mit 25.000 US-Dollar dotierte Auszeichnung für Nachwuchsfilmemacher.
Justin Chon, Regisseur – Gook
- Amman Abbasi, Regisseur – Dayveon
- Kevin Phillips, Regisseur – Super Dark Times

### Piaget Producers Award
Von Piaget gesponserte, mit 25.000 US-Dollar dotierte Auszeichnung für Nachwuchsproduzenten.
Summer Shelton
- Giulia Caruso und Ki Jin Kim, Nonetheless Productions
- Ben LeClair

### Seattle Story Award
Von Visit Seattle gesponserter Preis:
Matty Brown